# ティム・ラス
ティモシー・ダレル・ラス（Timothy Darell "Tim" Russ、1956年6月22日- ）は、アメリカ合衆国の俳優、プロデューサー、音楽家。
『スタートレック:ヴォイジャー』の保安主任トゥヴォック少佐を演じメジャーとなった。

## 来歴

### 初期
空軍士官の父ウォルトとその妻ジョセフィンとの間に生まれた。マイケルとアンジェラの兄妹がいる。
幼少時は、父の配属先の関係からトルコ、フィリピン、エルメンドルフ（アラスカ）、オマハ、台湾等を転々とした。
トルコのイズミールで高校を卒業し、ニューヨークのローマフリーアカデミーで学位を修めた後、オースティンのセントエドワーズ大学に進みスタジオ芸術を学び、更に奨学金を請けてイリノイ州立大学で更に演劇についての研鑽を積んだ。

### キャリア
既にセントエドワーズ大学に在学中、プロとしての出演を果たしているが本格的に俳優業として自立したのは1985年以降。
『トワイライトゾーン』等のテレビドラマシリーズや映画へ出演していたが、その知名度を上げたのは『スタートレック:ヴォイジャー』におけるレギュラー出演に他ならない。
また、1998年にはエルサルバドルの亡命児を実話に基づいて描いた作品『希望通りの東』としてプロデュースし、自らも出演している。
最近ではTVコメディシリーズ『サマンサ Who?』でドアマンのフランク役として準レギュラー出演した。

### スタートレックシリーズとの関わり
ラスは前述の『スタートレック:ヴォイジャー』において保安主任少佐トゥヴォックを演じレギュラー出演を果たす以前にも、スタートレックシリーズにおいて別の人物として出演したことがある。
- テレビシリーズ『新スタートレック』
  - 第144話（第6シーズン第18話） 「謎の潜入者」 Starship Mine （1993年） - 地球人テロリストのデヴォア役
- 映画『スタートレック ジェネレーションズ』（1994年）
  - エンタープライズBの地球人クルー （戦術士官役） 役
- テレビシリーズ『スタートレック:ディープ・スペース・ナイン』
  - 第24話（第2シーズン第4話） 「突然の侵入者」 Invasive Procedures （1993年） - クリンゴン人のツカール役

また、『スタートレック:ヴォイジャー』の第91話（第4シーズン第23話） 「700年後の目撃者」 Living Witness （1998年）では監督を務め、ファン映画 Star Trek: Of Gods and Men（2007年・2008年／90分／3部構成のミニシリーズ）でも監督・出演を務めている。
実際にスタートレックに出演する以前に、『新スタートレック』の登場人物ジョーディ・ラ＝フォージ役のオーディションを受けたこともあったが、当時は「若すぎる」という理由から採用を見送られた。その経緯に関しては『スタートレック:ヴォイジャー』の特典映像に収録されている。

### チャリティへの参加・協力
ラスは下記のチャリティ活動に賛同しその活動を 110,000USドル 額面で支援している。
- 野生／希少動物の保護・リハビリに努めている団体ワイルドライフ・ウェイステーション
- 非営利の里親支援施設　Zenith Foster Family Agency
- ロスアンジェルスのホームレス支援施設

### 音楽活動
音楽の分野でも自らバンドを率いてのコンサートライブ活動を行うなど、活動の幅を拡げている。

## 主な出演作品

### 映画
| 公開年 | 邦題 原題                                                                 | 役名                 | 備考                  |
| ------ | ------------------------------------------------------------------------- | -------------------- | --------------------- |
| 1986   | クロスロード Crossroads                                                   | ロバート・ジョンソン |                       |
| 1986   | 禁じられた恋 Fire with Fire                                               | ジェリー             |                       |
| 1987   | スペースボール Spaceballs                                                 | Trooper              |                       |
| 1988   | バード Bird                                                               | ハリス               |                       |
| 1991   | ミッドナイト ボディガード Night Eyes II                                   | ジェシー・ヤンガー   |                       |
| 1992   | ミスター・サタデー・ナイト Mr. Saturday Night                             | A.D.                 |                       |
| 1994   | スタートレック ジェネレーションズ Star Trek: Generations                  | Lieutenant           |                       |
| 1998   | 希望通りの東 East of Hope Street                                          | ケイシー             |                       |
| 2006   | ミーシャ・バートンの Sex in Ohio（セックス イン オハイオ） The Oh in Ohio | ダグラス             |                       |
| 2007   | ダイ・ハード4.0 Die Hard 4.0                                              | チャック・サマー     |                       |
| 2014   | Asteroid vs. Earth                                                        | ロジャース           |                       |
| 2020   | ミッドナイト・スカイ The Midnight Sky                                     | メイソン・モズリー   | Netflixオリジナル映画 |

### テレビシリーズ
| 放映年    | 邦題 原題                                                                                  | 役名                         | 備考                                        |
| --------- | ------------------------------------------------------------------------------------------ | ---------------------------- | ------------------------------------------- |
| 1993      | 新スタートレック Star Trek: The Next Generation                                            | デヴォア                     | 第6シーズン 第144話「謎の潜入者」           |
| 1993      | シークエスト SeaQuest DSV                                                                  | マーティン・クレメンス       | 第1シーズン 第12話「天才ハッカーの陰謀」    |
| 1993      | スタートレック:ディープ・スペース・ナイン Star Trek: Deep Space Nine                       | クリンゴン人のツカール       | 第2シーズン 第24話 「突然の侵入者」         |
| 1995      | スタートレック:ディープ・スペース・ナイン Star Trek: Deep Space Nine                       | 鏡像宇宙のトゥヴォク         | 第3シーズン 第19話 「鏡の裏のシスコ」       |
| 1994      | メルローズ・プレイス Melrose Place                                                         | ロジャー                     | 1エピソード                                 |
| 1995-2001 | スタートレック:ヴォイジャー Star Trek: Voyager                                             | 保安主任少佐トゥヴォック     | 170エピソード                               |
| 2005      | ER緊急救命室 ER                                                                            | メドフォード医師             | 第11シーズン第15話「群衆のなかの孤独」      |
| 2006      | NCIS 〜ネイビー犯罪捜査班 NCIS: Naval Criminal Investigative Service                       | ジェリー・ケンパー           | 第3シーズン第22話「エレベーターの中の真実」 |
| 2006-2007 | ジェネラル・ホスピタル General Hospital                                                    | トレント医師                 | 4エピソード                                 |
| 2007      | WITHOUT A TRACE/FBI 失踪者を追え! Without a Trace                                          | フィル・ハンゼン             | 第5シーズン第12話「管制官の苦悩」           |
| 2007-2009 | サマンサ Who? Samantha Who?                                                                | ドアマンのフランク           | 35エピソード                                |
| 2007-2012 | iCarly                                                                                     | フランクリン校長             | 11エピソード                                |
| 2010      | アメリカン・ティーンエイジャー 〜エイミーの秘密〜 The Secret Life of the American Teenager | 司教代理                     | 1エピソード                                 |
| 2010      | CSI:マイアミ CSI: Miami                                                                    | レオナード・スターリング     | 第8シーズン第21話「Meltdown」               |
| 2011      | グッドラック・チャーリー Good Luck Charlie                                                 | メイヤー医師                 | 1エピソード                                 |
| 2011      | SUITS/スーツ Suits                                                                         | ロバート                     | 1エピソード                                 |
| 2013      | キャッスル 〜ミステリー作家は事件がお好き Castle                                           | マルコム・ウィックフィールド | 1エピソード                                 |
| 2023      | スタートレック:ピカード Star Trek: Picard                                                  | トゥヴォック                 | 1エピソード                                 |

### オンラインゲーム
- Star Trek Online（トゥヴォック准将役）